# Mauricio Herdocia
Mauricio Herdocia Sacasa (León, 1 de agosto de 1957 - Managua, 21 de enero de 2021) fue un jurista, litigante, académico, experto en derecho internacional, diplomático, profesor y rector universitario nicaragüense. Árbitro, asesor y consultor en diferentes organismos y programas internacionales, representante de Nicaragua en disputas fronterizas, ante la Corte Internacional de Justicia en La Haya. Miembro de la Academia de Geografía e Historia de Nicaragua.
Realizó importantes contribuciones a la política territorial soberana de Nicaragua y al proceso de integración regional de América Central.

## Biografía
Mauricio Herdocia nació en León, el 1 de agosto de 1957. Su padre se exilió en México durante el inicio del régimen de Anastasio Somoza García. Herdocia estudió en la Universidad Nacional Autónoma de Nicaragua (León), con profesores prominentes como Edgardo Buitrago,Rafael Ortega Aguilar y Haydée Flores.
En 1981 se graduó como abogado y notario público, además estudió en el Instituto de Derecho Internacional de La Haya.
A principios de la década de 1980 fue negociador en el proceso de paz auspiciado por el Grupo de Contadora y el Grupo de Apoyo a Contadora, dirigido a mediar en la crisis y en los conflictos armados imperantes en la región centroamericana, que culminaron con el Acta de Contadora para la Paz y la Cooperación en Centroamérica, del 6 de agosto de 1986. También fue negociador en los Acuerdos de Paz de Esquipulas II, suscritos el 7 de agosto de 1987, que institucionalizaron la Reunión de Presidentes Centroamericanos y lanzaron la iniciativa referente al Parlamento Centroamericano.
Tras la derrota electoral del FSLN, en febrero de 1990, Herdocia logró continuar trabajando en la Cancillería, bajo el nuevo Gobierno conservador de Violeta Chamorro, y comenzó a trabajar en la creación del nuevo Sistema de la Integración Centroamericana (SICA), contribuyendo en la redacción del Protocolo de Tegucigalpa, además de la redacción y negociación de otros importantes acuerdos, como el Tratado Marco de Seguridad Democrática en Centroamérica de 1995.
Entre 1985 y 1997 Herdocia fungió como embajador y coordinador de la instancia asesora del Ministerio de Relaciones Exteriores de Nicaragua, para asuntos jurídicos, territoriales y de política exterior. En este periodo se plantearon 2 demandas y una solicitud ante la Corte internacional de Justicia de La Haya, que resultaron de gran relevancia histórica en la política territorial del país.
Fue Secretario General Interino de la Secretaría General del SICA, fue también el primer nicaragüense electo a la Comisión de Derecho Internacional de las Naciones Unidas, durante el quinquenio 1997-2001. Posteriormente fue miembro del Comité Jurídico Interamericano de la Organización de los Estados Americanos. Entre los años 2003 y 2010 desempeñó la presidencia del Comité Jurídico Interamericano y en el año 2006 presidió los actos conmemorativos del centenario de dicho comité.
Desde 2008 fungió como Presidente del Instituto Centroamericano de Integración (ICI), del Centro de Estudios Internacionales para la Solución de Controversias (CEISC) y como asesor de la Organización del Sector Pesquero y Acuícola del Istmo Centroamericano (OSPESCA).
En su tesis "La Otra Nicaragua en el Mar", Herdocia aborda el diferendo territorial entre Colombia y Nicaragua, no únicamente en la posesión de las islas de San Andrés y Providencia, sino en el derecho que tiene Nicaragua sobre el mar que se extiende mucho más allá del meridiano 82. Este trabajo fue incluido por la Comisión Territorial de Nicaragua en la demanda ante la CIJ, que culminó en el histórico fallo de noviembre de 2012, en el que se reconoció la soberanía de Nicaragua; sobre una extensión de plataforma marítima de 180.000 km², en 200 millas náuticas desde su costa.

## Fallecimiento
Falleció en Managua, el 21 de enero de 2021 a los 63 años de edad, tras sufrir un infarto fulminante, siendo a esa fecha rector de la Universidad American College.

## Obras
- La Otra Nicaragua en el Mar - 1º Ed. Editorial La Prensa, Managua, 2013, 233 pp.[19]
- La Obra de la Comisión de Derecho Internacional de las Naciones Unidas en el quinquenio 1997-2001; El Aporte de América Latina. - 1º Ed. Imprimatur Artes Gráficas, Managua, 2003.[20]

- Soberanía Clásica un Principio Desafiado ¿Hasta dónde? - 1º Ed. Mauricio Herdocia Sacasa, Managua, 2005 XII, 206 pp.[21]

- Compendio: El Principio Emergente de la Solidaridad Jurídica entre los Estados Edificando un Nuevo Orden Internacional. - 1º Ed. Mauricio Herdocia Sacasa, Managua, 2008. 120 pp.[22]

## Reconocimientos
- Orden General José Dolores Estrada[23]
- Orden Rubén Darío, en el Grado de Gran Cruz.[24]
- Orden “Parlamento Centroamericano Francisco Morazán” en grado de Comendador.[25]
- Orden Miguel Larreynaga.[26]
- Orden del Mérito de la República Federal de Alemania.[7]